# Ehrmann
Ehrmann SE er et tysk mejeri med hovedkvarter i Oberschönegg, Schwaben. 1920 etablerede Alois Ehrmann et mejeri. I 2021 var der 2.568 ansatte og en omsætning på 800 mio. euro.